# Tambor de aço
O tambor de aço (steel drum em inglês) é um instrumento musical de percussão originário de Trinidad e Tobago, muito utilizado no calipso, um dos ritmos musicais caribenhos. É constituído por um cilindro feito de aço, com o fundo moldado em concavidades de diferentes tamanhos. Cada concavidade emite uma nota diferente e são afinados cromaticamente (embora alguns tambores de aço possam eventualmente ter afinação diatônica).
O instrumento é tocado golpeando-se as concavidades com baquetas revestidas de borracha ou feltro. Originalmente tocado no carnaval na América Central e Caribe, seu timbre metálico peculiar encanta diversos músicos de reggae e jazz, género em que o tambor de aço tem ganhado espaço.

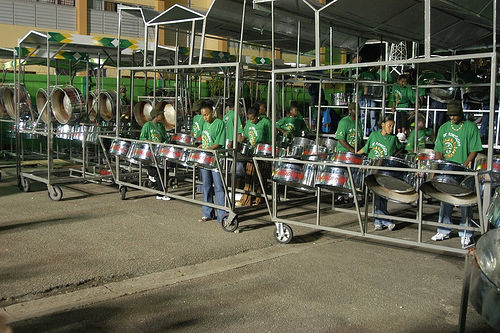
Conjunto musical The Renegades Steel Orchestra
tocando tambores de aço

Em alguns países, os tambores de aço têm sido muito utilizados em músicas infantis.

## Origem
Os tambores de aço foram criados por negros já na diáspora africana, pelos afro-descendentes da ilha de Trinidad. Os tambores eram usados como forma de comunicação entre os negros escravizados e foram subsequentemente declarados ilegais pelo governo colonial britânico em 1883, com receio de que os ilhéus pudessem organizar rebeliões através da comunicação sonora. Os negros também utilizavam os tambores de aço durante a celebração da terça-feira gorda, festividade trazida às ilhas de Trinidad e Tobago pelos franceses.
Na década de 1930, os nativos criaram um outro instrumento de percussão, chamado Tamboo-Bamboo, feito a partir de caules de bambu de diferentes comprimentos, os quais eram golpeados com uma pequena marreta de madeira, produzindo som. Nessa época, surgiram diversas bandas de Tamboo-Bamboo, as quais criaram rivalidade umas com as outras e portavam-se como gangues. Em 1934, as autoridades britânicas proibiram a fabricação e o uso do Tamboo-Bamboo, sob a alegação que os fabricantes do instrumento destruíam várias plantações de bambu através da colheita ilegal, além da violência perpetuada entre as bandas.

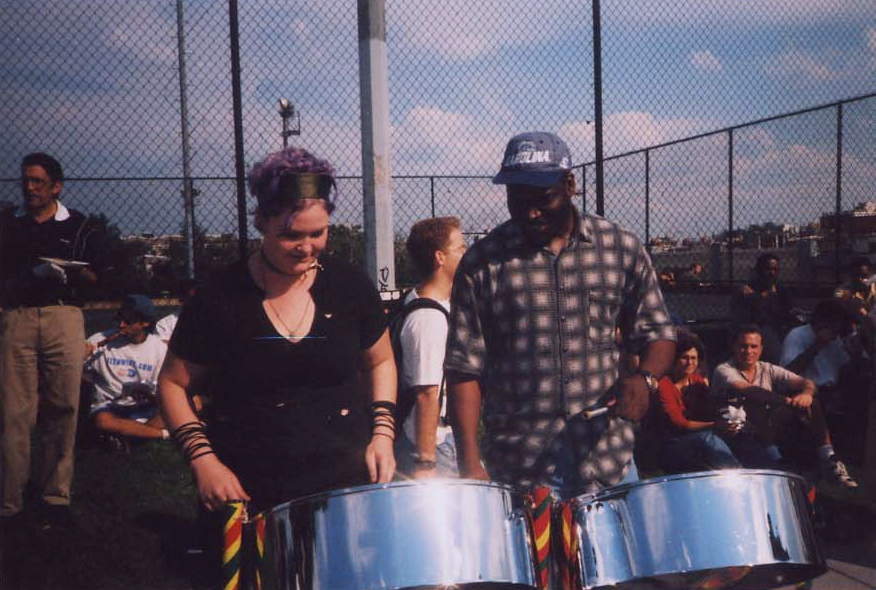
Mulher tocando um tambor de aço.

## A família
Há 10 instrumentos na família dos tambores de aço:
- Tenor ou soprano
- Tenor duplo
- Segunda dupla
- Double guitars
- Quadrifônico (quatro tambores)
- Triple guitars
- "Cellos" (com três ou quatro tambores)
- Baixo tenor (três a quatro variações de tambores)
- Seis baixos (e variações numéricas)
- Nove baixos (com variações numéricas de até 12 baixos)

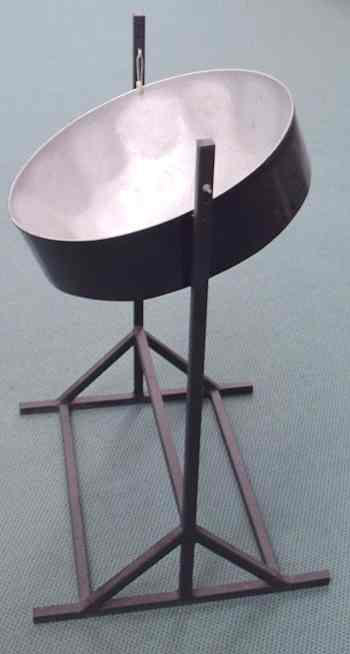
Um tambor de aço tenor de Tobago.

## Outras experiências
Atualmente, no Brasil, há a experiência em formação de uma orquestra de tambores de aço, com a participação de jovens e crianças da cidade de Campinas, estado de São Paulo. A Orquestra Tambores de Aço da Casa de Cultura Tainã e 
- Orquestra de Aço Kerusso

Na cidade de São Luís do Maranhão, em agosto de 1997, foi formada pelo missionário e pastor Chris Hewitt a orquestra de aço Kerusso, ministério cristão que realizou diversas apresentações culturais e evangélicas. Com sua sede em São Luís, a orquestra já viajou por diversos países para levar a palavra de Deus. 
A orquestra já fez diversas apresentações Brasil além de Peru, Estados Unidos, Canadá, Egito e Alemanha. A orquestra concentra sua atuação na ilha de São Luís com passagens em diversas cidades e povoados do estado do Maranhão.

## Ligações externa s

### Em inglês
- «Americans patent pan plan»

### Latino americano
- http://www.iadb.org/idbamerica/index.cfm?thisid=999 Em falta ou vazio |título= (ajuda)